# Afeleke Pelenise
Pas d'image ? Cliquez ici

a Compétitions nationales et continentales officielles uniquement.

b Matchs officiels uniquement.
Afeleke Pelenise (de son vrai nom Alfred Pelenise), né le 14 novembre 1982 à Christchurch, est un joueur néo-zélandais de rugby à XV et de rugby à sept qui évolue au poste d'ailier.

## Biographie
Afeleke Pelenise compte plusieurs sélections avec l'équipe de Nouvelle-Zélande de rugby à sept. En 2007, il est sacré meilleur joueur du monde de rugby à sept par l'IRB, International Rugby Board.
Il évolue ensuite au niveau professionnel en France, avec le Castres olympique et le FC Grenoble.

## Palmarès
- Champion de France de Pro D2 en 2012 avec le FC Grenoble